# Балакін Дмитро Миколайович
Дмитро Миколайович Балакін (нар.. 24 лютого 1985 року, Рузаєвка, Мордовська АРСР, Російська РФСР, СРСР) — російський серійний вбивця. Визнаний винним у вбивстві трьох людей, зґвалтуваннях та пограбуваннях і засуджений до довічного ув'язнення.

## Біографія
Дмитро Балакін народився 24 лютого 1985 року у Рузаєвці Рузаєвського району Мордовської АРСР. У сім'ї був другою дитиною, мав двох братів. У юності відрізнявся агресивністю, у старших класах займався відбиранням грошей спочатку у слабкіших однокласників та учнів молодших класів, а потім і у перехожих. З 2000 по 2002 роки чотири рази притягувався до кримінальної відповідальності, але будучи неповнолітнім, завжди оброблявся лише попередженнями та умовними термінами.
У жовтні 2002 року в надії позбавитися проблем із правоохоронними органами сім'я переїхала до Нижегородської області . Проте і там Дмитро не заспокоївся і вже за кілька днів після переїзду здійснив розбійний напад на двох жінок на вулиці, викравши цінні речі та був затриманий співробітниками міліції. Суд засудив його до двох років колонії. Проте 15 жовтня 2004 року його було звільнено умовно-достроково за зразкову поведінку.
Деякий час Дмитро жив із матір'ю та братами в Нижегородській області, але у березні 2005 року повернувся до Саранська. Влаштувався працювати нічним сторожем на будівництві, потім — автослюсарем. Познайомився з 28-річною Оленою Архиповою, яка мала сина-підлітка, і незабаром вони стали співжити. Сусідами характеризувався вкрай позитивно.

### Вбивства
1 вересня 2005 року Дмитро Балакін познайомився з 20-річною студенткою Крістіною Федякіною, яка пізно ввечері поверталася додому, і зголосився проводити її до будинку, на що та дала свою згоду. Всього за кілька метрів від під'їзду дівчини він силоміць затягнув її в чагарник, де зґвалтував. Шокована дівчина після статевого акту спокійним кроком попрямувала до будинку; Балакін ж (за його словами) в цей момент відчув нечуваний фізичний і емоційний підйом, наздогнав Федякіну і затягнув назад у кущі, де ще раз зґвалтував і задушив шлейками жіночої сумочки. Здобиччю вбивці стали гаманець та мобільний телефон, а також усі прикраси та цінні речі.
Увечері 8 вересня біля магазину Балакін познайомився із 16-річною студенткою Катериною Тарасовою, яку запропонував проводити, на що вона також дала свою згоду. У першому ж безлюдному місці він зґвалтував її, задушив рукавами її курточки, зняв кільце з руки, забрав гаманець, сережки та золотий хрестик і втік.
22 вересня вбивця познайомився ще з однією студенткою — 19-річною Юлією Ланчиною (подругою загиблої Христини Федякіної), з якою провів кілька годин, відвідавши кафе та клуб, після чого проводив її, а за кілька метрів від будинку зґвалтував, задушив шнурком від її ж кросівка, забрав сережки та 2 кільця і втік. Більшість із вкрадених у жертв речей він дарував своїй громадянській дружині Олені Архиповій, а іншу їхню частину ховав в іншій квартирі.
24 вересня Балакін викрав автомобіль з автосервісу, в якому працював, з метою «покататися», але не впорався з керуванням та на високій швидкості врізався у стовп. Маніак, який отримав безліч переломів, провів у лікарні 7 місяців, тому серія вбивств тимчасово припинилася.
Наприкінці квітня 2006 року Балакін вийшов із лікарні з інвалідністю — він став сильно кульгати на ліву ногу. 4 травня 2006 року Балакін знову вийшов на «полювання», але його чергова жертва (23-річна Олена Сосніна) під час спроби зґвалтування чинила опір і їй вдалося втекти, а кульгаючий Балакін, не зумівши її наздогнати, забрав з залишеної сумки Сумки гаманець і мобільний телефон і втік. Олена Сосніна звернулася до міліції.
Мобільний телефон Олени Сосніної злочинець сховав на квартирі у своєї співмешканки Архипової. Незабаром вона, виявивши телефон, вставила туди свою сім-карту і здійснила дзвінок. Обчисливши місце дзвінка, на квартиру Архипової прибули працівники міліції. Спочатку Архипова намагалася відхреститися від слідчих і розповідала, що нібито купила телефон у незнайомого чоловіка за 3000 рублів, але незабаром зізналася, що телефон приніс її співмешканець Дмитро Балакін, проте де він може перебувати, не знала.

### Арешт, слідство та суд
Дмитро Балакін був оголошений у федеральний розшук за підозрою у серії вбивств. На квартирі його матері в Саранську і на квартирі співмешканки були влаштовані засідки, проте Балакін, який відчув стеження, перестав з'являтися там. Незважаючи на знання про свій розшук, уночі 26 червня 2006 року Балакін здійснив напад на Олену Торопову, яка гуляла зі своєю 7-річною донькою Міленою; зґвалтувавши Торопову, не став вбивати її на очах у дівчинки, лише забрав дамську сумочку; здобиччю злочинця стали MP3-плеєр, гроші та коштовності. Тієї ж ночі в ліфті житлового будинку Балакін напав на Марію Пермінову, але тій вдалося завдати маніяку удару коліном у пах і втекти, а Балакін знову втік.
20 липня 2006 року співробітники міліції, залишені чергувати на квартирі матері вбивці в Саранську, затримали дівчину, яка спробувала увійти до квартири. Вона виявилася дівчиною молодшого брата Балакіна, відправленою Дмитром перевірити квартиру. Вона ж розповіла, що Дмитро ховається на орендованій квартирі брата, і через кілька годин убивця був заарештований.
Під час розслідування вбивств слідчі:
- Розробили 11 версій.
- Провели 51 обшук.
- Провели понад 200 експертиз.
- Допитали понад 900 свідків.
- Перевірили на причетність до скоєння злочину 272 підозрювані.

Спочатку Балакін заперечував усіляку причетність до вбивств та нападів. Проте Олена Сосніна, Олена Торопова і Марія Пермінова впізнали в Балакіні злочинця, який напав на них. Також було проведено ДНК-експертизу, яка показала, що ДНК сперми з місця вбивства Крістіни Федякіної повністю збігається з ДНК сперми Балакіна; після цього Балакін почав давати свідчення.
25 вересня 2006 року суд визнав Дмитра Балакіна винним у 3 вбивствах та 3 зґвалтуваннях та засудив до довічного ув'язнення в колонії особливого режиму . Верховний суд Росії залишив вердикт без змін. Спочатку відбував покарання у виправній колонії «Мордовська зона» в селищі Соснівка Зубово-Полянського району Республіки Мордовія, але пізніше його етапували в колонію ІЧ-6, відому як «Торбеєвський централ», де він на даний момент продовжує відбувати покарання.

## У масовій культурі
- Кримінальні хроніки. «Неприборканий інстинкт».